# Президентські вибори у США 1872
Президентські вибори в США 1872 року проходили 5 листопада. Лідер радикальних республіканців президент Улісс Грант був переобраний на другий термін, перемігши кандидата від ліберальних республіканців та демократів Гораса Ґрілі. Генрі Вілсон став віцепрезидентом.

## Вибори
Значна частина ліберальних республіканців виступила проти Гранта та висунула на пост президента кандидатуру Гораса Ґрілі, якого також підтримали демократи. Однак, Ґрілі помер 29 листопада, не доживши до голосування виборників. У результаті голоси, отримані ним на загальних виборах були розподілені серед чотирьох різних кандидатів у президенти.

### Результати
| Кандидат              | Партія                                                | Виборці   | Виборці | Виборники |
| Кандидат              | Партія                                                | Кількість | %       | Виборники |
| --------------------- | ----------------------------------------------------- | --------- | ------- | --------- |
| Улісс Грант           | Республіканська партія                                | 3 598 235 | 55,6 %  | 286       |
| Горас Ґрілі           | Демократична партія/Ліберальна республіканська партія | 2 834 761 | 43,8 %  | — (б)     |
| Томас Гендрікс        | Демократична партія                                   | — (a)     | —       | 42        |
| Бенджамін Браун       | Демократична партія/Ліберальна республіканська партія | — (a)     | —       | 18        |
| Чарльз Джонс Дженкінс | Демократична партія                                   | — (a)     | —       | 2         |
| Девід Дейвіс          | Ліберальна республіканська партія                     | — (a)     | —       | 1         |
| Чарльз О'Коннор       | Бурбон демократи                                      | 18 602    | 0,3 %   | 0         |
| Джеймс Блек           | Prohibition                                           | 5 607     | 0,1 %   | 0         |
| інші                  |                                                       | 10 473    | 0,2 %   | 0         |
| Всього                | Всього                                                | 6 467 678 | 100 %   | 349       |

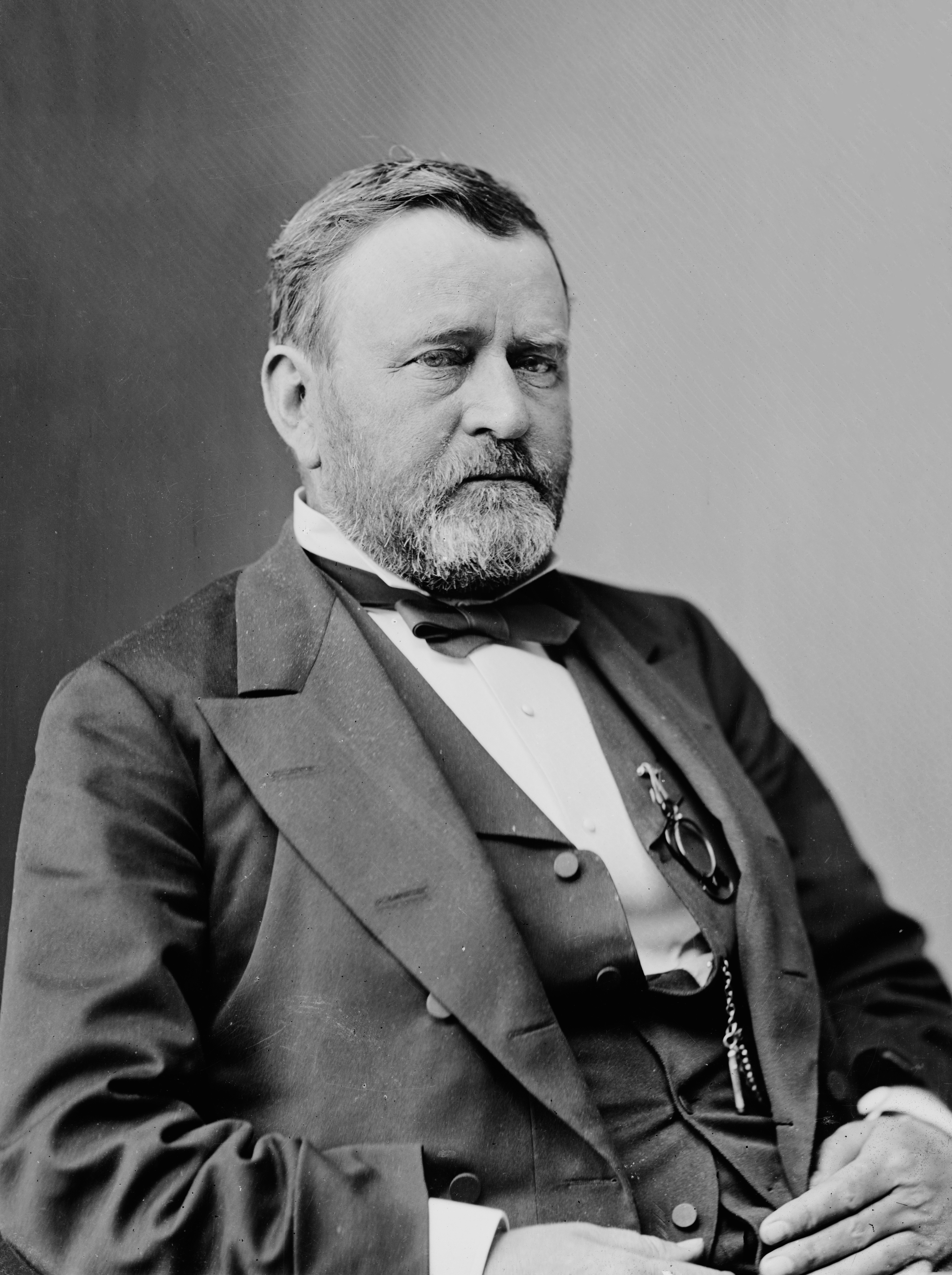
На виборах 1872 року Улісс Грант був переобраний президентом США.

 (a)  Кандидати отримали голоси виборників, що передбачалися для Гораса Ґрілі. 

 (б)  Горас Ґрілі отримав 3 голоси, які були пізніше анульовані.